# Stadion Port Said
Stadion Port Said (arab.: ستاد بورسعيد) – wielofunkcyjny stadion sportowy w mieście Port Said, w Egipcie. 

## Charakterystyka
Jego pojemność wynosi 24 060 widzów. Swoje spotkania rozgrywa na nim drużyna Al-Masry Port Said. Obiekt był jednym z sześciu stadionów, które gościły Puchar Narodów Afryki 2006 (rozegrano na nim pięć spotkań fazy grupowej turnieju oraz jeden ćwierćfinał), jedną z siedmiu aren piłkarskich Mistrzostw Świata U-20 2009 (odbyło się na nim sześć gier w ramach fazy grupowej oraz jeden mecz 1/8 finału) oraz jednym z czterech obiektów Mistrzostw Świata U-17 1997 (rozegrano na nim sześć spotkań fazy grupowej i jeden ćwierćfinał).
1 lutego 2012 roku na stadionie po spotkaniu ligowym gospodarzy z Al-Ahly Kair doszło do zamieszek. Bilans starć okazał się tragiczny – co najmniej 74 osoby zginęły, około 250 zostało rannych. Po zajściach prezes Egipskiej Federacji Piłkarskiej poinformował o zawieszeniu egipskiej ligi piłkarskiej aż do odwołania.